# Tangipahoa
Tangipahoa és una població dels Estats Units a l'estat de Louisiana. Segons el cens del 2000 tenia 747 habitants.

## Demografia
Segons el cens del 2000, Tangipahoa tenia 747 habitants, 235 habitatges, i 171 famílies. La densitat de població era de 306,8 habitants/km².
Dels 235 habitatges en un 47,2% hi vivien nens de menys de 18 anys, en un 25,5% hi vivien parelles casades, en un 40% dones solteres, i en un 27,2% no eren unitats familiars. En el 22,1% dels habitatges hi vivien persones soles el 7,2% de les quals corresponia a persones de 65 anys o més que vivien soles. El nombre mitjà de persones vivint en cada habitatge era de 3,18 i el nombre mitjà de persones que vivien en cada família era de 3,76.
Per edats la població es repartia de la següent manera: un 41,8% tenia menys de 18 anys, un 11,2% entre 18 i 24, un 23,2% entre 25 i 44, un 15,7% de 45 a 60 i un 8,2% 65 anys o més.
L'edat mediana era de 22 anys. Per cada 100 dones de 18 o més anys hi havia 71,9 homes.
La renda mediana per habitatge era de 13.438 $ i la renda mediana per família de 14.226 $. Els homes tenien una renda mediana de 21.875 $ mentre que les dones 12.500 $. La renda per capita de la població era de 6.775 $. Entorn del 45,7% de les famílies i el 50,1% de la població estaven per davall del llindar de pobresa.

## Poblacions més properes
El següent diagrama mostra les poblacions més properes.